# Nyctemera luctuosa
Nyctemera luctuosa là một loài bướm đêm thuộc phân họ Arctiinae, họ Erebidae.